# Robert Monroe
Robert Allan Monroe, noto anche con lo pseudonimo di Bob (30 ottobre 1915 – 17 marzo 1995), è stato uno scrittore statunitense.
È stato il fondatore nel 1978 dell'omonimo istituto per la "ricerca sulla coscienza umana".

## Biografia
Laureatosi nel 1937 presso l'università dell'Ohio si dedica come autore e regista a programmi radiotelevisivi. In seguito fonderà lui stesso alcune emittenti radio e TV. I fenomeni manifestatisi in maniera del tutto naturale e che hanno dato una svolta alla sua esistenza e che descrive nel suo libro I miei viaggi fuori dal corpo (1971), iniziano nella primavera del 1958. In seguito intraprese e si sottopose a studi scientifici sulle esperienze paranormali che affermò di avere vissute.
Lo stesso François Brune, teologo e ricercatore nel campo degli studi sulle presunte comunicazioni con l'aldilà, considera questo autore particolarmente affidabile. Insegnò questa tecnica, fra gli altri, anche alla studiosa delle esperienze ai confini della morte (NDE), Elisabeth Kübler Ross. Il suo Viaggi lontani, secondo dei tre libri scritti di suo pugno, è stato per la prima volta pubblicato in Italia nel 2014 (Edizioni Spazio Interiore).

## Opere
- I miei viaggi fuori dal corpo. MEB, 1974
- Viaggi Lontani. Esplorazioni fuori dal corpo, Spazio Interiore, 2014
- Ultimo viaggio. Oltre i limiti del mondo, Spazio Interiore, 2014